# Kunstverzameling Reijtenbagh

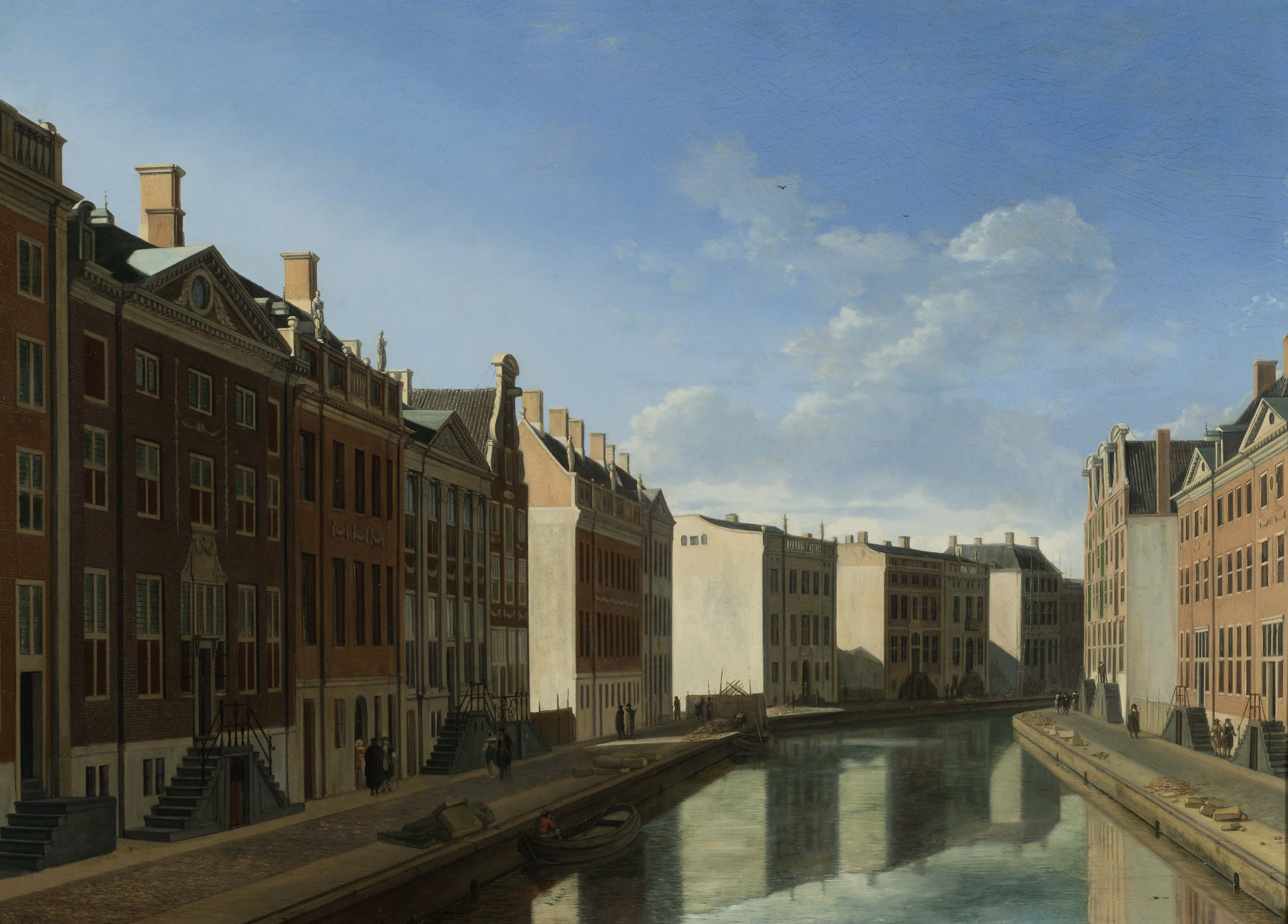
Gerrit Adriaensz. Berckheyde. De bocht van de Herengracht. 1671-1672.

De Kunstverzameling Reijtenbagh is een privékunstverzameling van de Nederlandse ondernemer-belegger-arts Louis Reijtenbagh.

## Toelichting
Reijtenbagh heeft zijn collectie in zijn geheel ondergebracht in de vennootschap Monte Carlo Art. De collectie omvat een negentigtal werken van onder meer Rembrandt van Rijn (Zelfportret van Rembrandt uit 1632), Vincent van Gogh (Kom met chrysantjes uit 1886), Giacometti, Albert Cuyp, Karel Appel, Henry Moore, Amedeo Modigliani en Claude Monet. Zij vormt daarmee een van de omvangrijkste en kwalitatief hoogstaande privékunstcollecties van Nederland. De collectie bevindt zich nagenoeg volledig in Monaco, waar Reijtenbagh met zijn gezin woont. 
De verzamelaar en zijn collectie kwamen in het nieuws toen bleek dat hij verschillende werken verpand had aan ABN AMRO en de Amerikaanse zakenbank JPMorgan Chase om leningen te krijgen. Eén van de schilderijen was een schilderij van de 17e-eeuwse meester Gerrit Adriaensz Berckheyde, De bocht van de Herengracht, dat in oktober 2008 door het Rijksmuseum werd gekocht. Het schilderij bevond zich ten tijde van de nieuwsberichten omtrent JPMorgan Chase op een tentoonstelling in het National Gallery of Art in Washington. Het schilderij gaat door voor een topstuk, waaraan is meebetaald door het Nationaal Fonds Kunstbezit, Shell en de Bankgiroloterij.
De totale waarde van de Monte Carlo Art collectie werd geschat op 100 miljoen euro. In het najaar van 2009 kwamen Reijtenbagh en Monte Carlo Art in het nieuws toen bekend werd dat hij een groot deel van de schilderijen in de verkoop zou doen bij het veilinghuis Sotheby's in New York. 